# Élevage félin

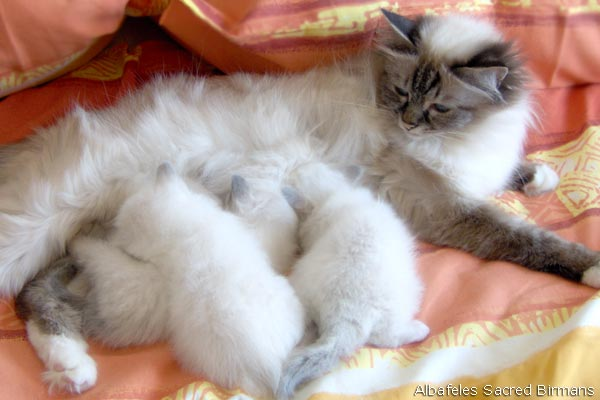
Portée de Sacrés de Birmanie dans un élevage.

L'élevage félin est l'ensemble des opérations visant à reproduire le chat domestique au profit de l'activité humaine. L'élevage n'est pratiqué qu'avec des chats de race, vendus comme animaux de compagnie ou de reproduction chez d'autres éleveurs.

## Historique
Contrairement aux autres animaux domestiques, l'élevage des félins est un phénomène récent. En effet, le chat, malgré son rôle d'éradicateur de nuisibles, n'a pas été sélectionné pour améliorer une caractéristique : la tendance était de laisser la nature faire. De plus, le chat a longtemps souffert d'une légende noire (animal des sorcières) et du désintérêt de l'homme pour cet animal. L'élevage félin commence réellement qu'à partir du XIXe siècle, où le chat devient « à la mode » et où les premières races comme le persan ou l'Angora turc commencent à se répandre dans les milieux aisés.
Les expositions et les concours ont joué un rôle important dans le développement des races. La première exposition féline moderne fut organisée au Crystal Palace de Londres en 1871 par Harrison Weir. Plus de 170 chats y étaient réunis, répartis dans les catégories British Shorthair et Persan. Cette exposition marque le début de la définition des standards des races. En France, la première exposition fut organisée par le Cat Club en 1925. Aux États-Unis ce fut celle du Madison Square Garden à New York en 1898 qui rendit populaire les expositions.
L'élevage félin est également marqué par l'apparition des premières fédérations dont une des plus anciennes est la britannique Governing Council of the Cat Fancy fondée en 1910 par la fusion du National Cat Club et du Cat Club. Aux États-Unis, c'est la Cat Fancier Association, qui fut fondée en 1899. En Europe continentale, c'est la fédération internationale féline qui est la plus importante, fondée en 1949 à l'initiative du Cat club de Paris, elle regroupe la majeure partie des pays de l'Europe continentale.

## L'éleveur

### Législation

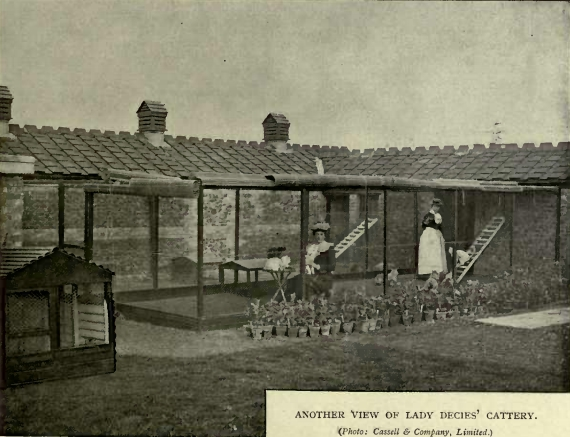
Beresford Lodge, chatterie de Lady Decies où elle élevait des chats.

En France, un particulier est considéré comme éleveur, à compter du moment où il fait naître et vend deux portées par an. L'éleveur en France est chaperonné par les Chambres d'agriculture.
Les associations félines de chaque pays, attribuent les affixes (nom de la chatterie) et tiennent les listes d'éleveurs pour chaque race. Les personnes souhaitant faire de l'élevage doivent s'y déclarer. Les éleveurs travaillent conjointement avec ces associations qui édictent des Reglement,  des standards et les pedigrees.

### Formation
Il n'existe pas d'école d'élevage félin, cependant, certaines associations réalisent des séminaires ou des formations à l'élevage du chat. Au Canada, le club félin Laurentides-Lanaudière recommande le parrainage d'un éleveur plus expérimenté afin d'éviter les plus grosses erreurs d'élevage (propagation de maladie héréditaire par exemple).

### Rémunération
L'élevage félin reste toutefois un loisir ou une passion plus qu'un métier car il est rare de pouvoir en vivre. De très nombreux éleveurs ne font aucun bénéfice sur les ventes des chatons.

## Sélection

### Conformité au standard
Un éleveur tend à ce que ses chats se rapprochent le plus possible du standard de la race qu'il élève. Suivant que le chat est plus ou moins bien typé, il est vendu soit pour la compagnie uniquement et ne peut pas être reproduit (sujet avec des défauts de couleurs, des tâches placées à des endroits inappropriés, etc.), soit comme reproducteur ou chat d'exposition. Ce sont là des chats tout à fait conformes.

### Maladie génétique
L'éleveur fait également tous les tests médicaux nécessaires à la garantie de la santé des chats et pour éviter ainsi qu'une maladie génétique se propage parmi les sujets de la race.

### La génétique des couleurs
Le chat de race est élevé pour avoir une certaine apparence. Les critères de couleur ou de longueur et texture du poil sont déterminants dans l'élevage félin.

## Installations
Les plus petits élevages sont des élevages familiaux où les chats ne disposent pas d'installations particulières. Ce type d'élevage amateur est prédominants en France. L'élevage professionnel nécessite l'ouverture d'une chatterie, où les nombreux chats disposent d'un bâtiment adapté avec aire de jeu, de repos ou de toilette, de box communs et individuels.